# Pinnatella laxa
Pinnatella laxa là một loài Rêu trong họ Neckeraceae. Loài này được (Bosch & Sande Lac.) Paris miêu tả khoa học đầu tiên năm 1909.